# Nokia Asha 302
El Nokia Asha 302 es un teléfono inteligente con teclado QWERTY impulsado por Nokia con el sistema operativo Series 40. Fue anunciado en el Nokia World 2011 en Londres junto con otros tres teléfonos, los Nokia Asha 200, 201 y 303. El 302 está considerado como la insignia de la familia Asha. Sus principales características son el teclado QWERTY, recepción 3G pentaband, SIP VoIP sobre 3G y Wi-Fi, todas características nunca antes vistas juntas en un teléfono Series 40.

## Historia y disponibilidad
El Nokia Asha 302 fue anunciado el 26 de octubre de 2011 en el Nokia World 2011 en Londres. Está disponible en China, Eurasia, Europa, India, América Latina, Oriente Medio y los mercados del sudeste asiático.

## Hardware

### Procesadores
El Nokia Asha 302 es accionado por el mismo procesador de 1 GHz ARM11 que se encuentra en teléfonos Symbian Belle como el Nokia 500, 600 y 700, pero carece de la dedicada Broadcom GPU que no está soportado por el sistema operativo Nokia Series 40. El sistema también tiene 128 MiB de RAM de un solo canal (Mobile DDR).

### Pantalla y entrada
El Nokia Asha 302 tiene una pantalla LCD transmisiva de 2,4 pulgadas con una resolución de 320 × 240 píxeles (QVGA, 154 ppp). Según Nokia, es capaz de mostrar hasta 262 mil colores. El dispositivo también cuenta con una recriminación de 4 líneas, y un teclado que varía según la región (QWERTY, AZERTY, etc.).
La cámara trasera tiene una gran profundidad de campo característica (sin zum mecánico), sin flash y tiene un zum digital 4 × para vídeo y cámara. El tamaño del sensor de la cámara trasera es de 3,2 megapíxeles (2048 x 1536 px), tiene f/2.8 de apertura y una de 50 cm de distancia de enfoque infinito. Es capaz de grabar vídeo de hasta 640 x 480 píxeles a 15 fps con sonido mono.

### Botones
En la parte frontal del dispositivo, sobre el teclado de 4 filas, allí están la tecla llamar/responder, la tecla de mensajería —aparecerá un menú en pantalla (mensajería instantánea y correo electrónico)—, la tecla de música que también nos lleva a un menú en pantalla (última canción reproducida/rebobinar, reproducir/pausa, siguiente canción/avance rápido) y la tecla finalizar/cerrar aplicación. En el lado derecho del dispositivo está el control de volumen y el botón de bloqueo/desbloqueo de pantalla y teclas. Una pulsación larga sobre la barra espaciadora abre el menú de red inalámbrica.

### Audio y salida
El Nokia Asha 302 tiene un micrófono y un altavoz, que está situado en la parte posterior del dispositivo, debajo de la cubierta de la batería de aluminio anodizado. En la parte superior, hay un conector AV de 3,5 mm que al mismo tiempo proporciona una salida de audio estéreo y entrada de micrófono. Entre el conector AV y el conector de carga de 2 mm, existe un conector alta velocidad USB 2.0 Micro AB previsto para la sincronización de datos, carga de la batería y soportes para USB On-The-Go 1.3 (la capacidad de actuar como un USB host) mediante un cable adaptador Nokia para USB OTG CA-157 (no incluido con la compra).
El built-in Bluetooth v2.1 + EDR (Enhanced Data Rate) es compatible con salida de audio estéreo con el perfil A2DP. Instalado con el manos libres también es compatible con el perfil HFP. La transferencia de archivos es compatible (FTP), junto con el perfil OPP para el envío/recepción de objetos. Es posible el control remoto del dispositivo con el perfil AVRCP. Es compatible con auriculares inalámbricos y auriculares a través del perfil HSP. El perfil DUN permite el acceso a Internet desde un ordenador portátil, marcando hasta en un teléfono móvil sin cables (tethering) y PAN en el perfil de red a través de Bluetooth también se apoyan. El dispositivo también funciona como un receptor de FM, que permite a uno escuchar la radio FM con auriculares conectados con la toma de 3,5 como antena.

### Batería y tarjeta SIM/ Micro SD
La duración de la batería de la BP-3L (1300 mAh) de acuerdo con Nokia es de 7 a 8 horas de tiempo de conversación, de 30 a 35 días de tiempo en espera y 47 horas de reproducción de música en función del uso real. Los cargadores designados para esta batería son los modelos AC-3, AC-8, AC-10, AC-11 y AC-15. Es posible que el número exacto de modelo del cargador varíe según el tipo de enchufe, el cual se identifica mediante una E, X, AR, U, A, C, K o B.
La tarjeta SIM se encuentra debajo de la batería que se puede acceder extrayendo el panel posterior del dispositivo. La ranura de la microSD se encuentra al costado izquierdo del celular, con una tapa extraíble (en este caso no es necesario extraer la batería para insertar la Tarjeta micro SD).

### Almacenamiento
El teléfono dispone de 150 MB de espacio disponible no extraíble de almacenamiento. Almacenamiento adicional está disponible a través de una ranura para tarjeta microSD, que está certificada para soportar hasta 32 GiB de almacenamiento adicional.

### Software
El Nokia Asha 302 es accionado por el sistema operativo Nokia Series 40 (java MIDP 2.1) con Service Pack 1 para dispositivos y viene con una variedad de aplicaciones:
- Web: Nokia Browser (proxy) para Series 40
- Conversaciones: Nokia Messaging Service 3.2 (mensajería instantánea y correo electrónico), SMS y MMS
- Sociales: Facebook, Twitter, Flickr y Orkut
- Medios: Cámara, fotos, reproductor de música, Nokia Music Store (en el mercado seleccionado), Flash Lite 3.0 (sirve para reproducir archivos swf y da la opción de fijarlos como fondo de pantalla, no sirve dentro del navegador,[2] reproductor de vídeo
- Gestión de información personal: Calendario, Información de contacto detallada
- Utilidades: VoIP, notas, calculadora, lista de tareas, reloj alarma, grabadora de voz, cronómetro

La pantalla de inicio es personalizable y permite al usuario añadir, entre otros, los contactos favoritos, Twitter / Facebook feeds, los accesos directos de aplicaciones, IM / notificaciones de correo electrónico y calendario alerta.
Desde el firmware 14.92 el celular tiene integrado el WhatsApp por defecto, además tiene la posibilidad de instalar Mail for Exchange.
La versión 15.09 del firmware reemplaza la aplicación Comunidades por versiones individuales de apps como eBuddy, Facebook, Twitter, etc, además de algunas correcciones del sistema operativo.